# Lough Melvin
Le Lough Melvin (en irlandais : Loch Meilbhe) est un lac situé au nord-ouest de l'Irlande, à la frontière entre le Comté de Leitrim (en Irlande) et le Comté de Fermanagh (au Royaume-Uni),. Il est internationalement reconnu en raison de son unique gamme de plantes et d'animaux.

## Écologie
La qualité de l'eau serait excellente avec une classification oligotrophe. L'écologie de Lough Melvin, ainsi que d'autres cours d'eau irlandais, demeurent menacés par le lagarosiphon élevé, la moule zébrée, ainsi que d'autres espèces invasives de bivalves d'eau douce,. 

## Poissons et pêche à la ligne
Le Lough Melvin est l'un des lacs de pêche à la ligne le plus célèbre offrant la chance de saumon royal de février à mai, de saumon atlantique de mai à juillet ainsi que de gillaroo, de saumon à gorge noire (Salmo nigripinnis) et de truite féroce tout au long de la saison. Le Lough Melvin est également le foyer d'une espèce endémique d'omble, l'omble de Melvin ou l'omble grise. 
Il est fortement recommander de posséder un guide de pêche ou de recourir à un batelier pour les pêcheurs à la ligne n'étant pas familiers avec le lac.

### Truite gillaroo
Le Lough Melvin accueille la gillaroo ou Salmo stomachius, une espèce de truite mangeant des escargots précoces. Le nom "gillaroo" dérive de l'irlandais Giolla Rua, qui signifie "Membre Rouge". En raison de la couleur distinctive du poisson. Elle possède une brillante couleur dorée butyreuse sur ses flancs avec de brillantes taches pourpres et vermillons. La gillaroo ne se nourrit presque exclusivement sur le fond d'animaux vivants (escargots, larves de trichoptères, et crevettes d'eau douce) à l'exception de la fin de l'été lorsqu'elle vient à la surface pour se nourrir et peut être pêchée à la mouche sèche. 

### Truite aux cheveux noirs
La truite aux cheveux noirs (Salmo nigripinnis) est une autre espèce de salmonidé unique se trouvant dans le Lough Melvin. Elle peut avoir une brillante teinte marron ou argentée avec de grandes taches noirs distinctives. Ses nageoires sont brunes foncées ou noires avec des ailerons allongés. La truite aux cheveux noirs se trouve dans des zones d'une étendue d'eau profonde, où elle se nourrit sur les organismes planctoniques des eaux moyennes tel que les puces d'eau (Diplostraca), les nymphes de moucherons (Chironomidae) et les larves de Chaoborus. La truite au cheveux noirs sera facilement localisable à proximité de la surface au-dessus de l'eau profonde. La pêche à la mouche avec un attelage de mouches noyées pêchées dans le style classique du lac (c'est-à-dire des lancers courts et vifs depuis un bateau dérivant par le travers la brise) donne la meilleure chance de réussite. La truite aux cheveux noirs donne un combat puissant et énergique hors de toute proportion avec sa taille.

### Truite féroce

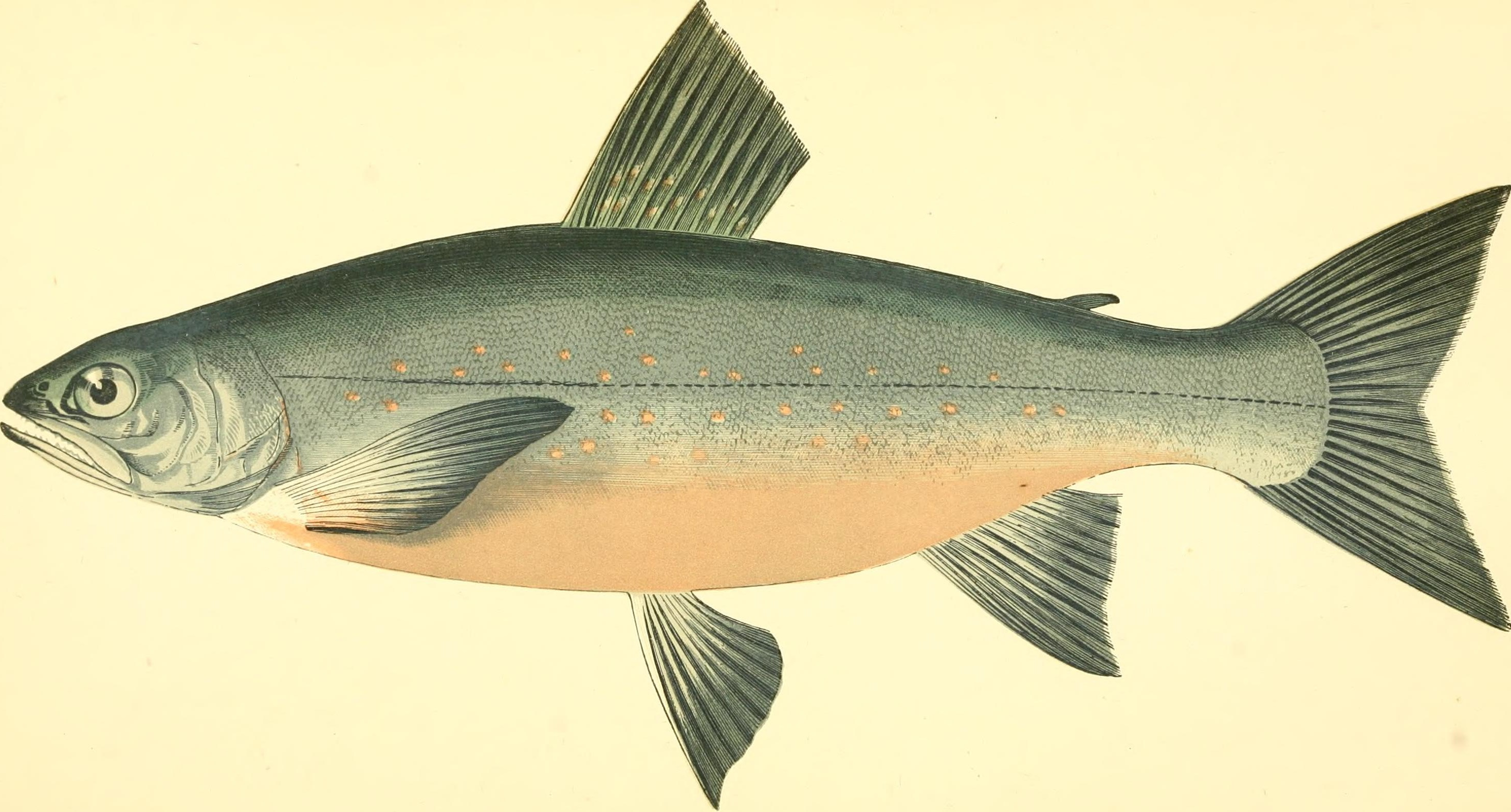
La truite de Lough Melvin (Salvelinus grayi), une espèce unique au lac. Désormais considérablement en voie de disparition.

L'ouvrage classique mené par Andrew Ferguson de l'Université Queen's de Belfast concernant la génétique de la truite de Lough Melvin identifie la truite féroce en tant qu'une sous-espèce distincte. Les poissons vivent dans une zone de frai spécifique et sont isolés sur le plan reproductif. La truite féroce est également l'une des plus anciennes races de truite à avoir envahi l'Irlande, âgée peut-être de 50 000 années. La truite féroce mange la truite brune (qui est revenue dans de nombreux lacs lorsque les processus géologiques et les conditions climatiques le permettaient) et s'attaquent également à d'autres espèces de poisson. La meilleure méthode de capture est la pêche à la traîne, particulièrement avec un leurre Rapala. 

## Vue panoramique

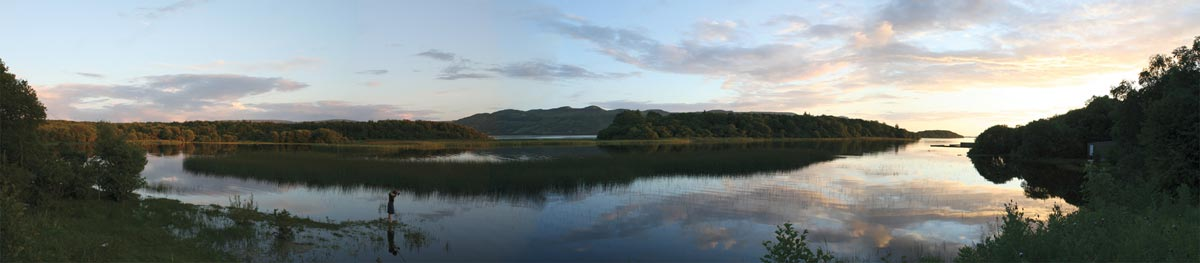